# Рахимов, Эрнест Ахмедович
Эрне́ст Ахме́дович Рахи́мов (тадж. Эрнест Ахмедович Рахимов; 12 июня 1939, Ленинград, РСФСР — 17 января 2017, Москва, Российская Федерация) — советский и российский организатор кинопроизводства и продюсер, аниматор, директор киностудии «Союзмультфильм» (1997—2004), заслуженный работник культуры Российской Федерации (2004).

## Биография[1][2]
Эрнест Рахимов Ахмедович родился в Ленинграде 12 июня 1939 года.
В 1961 г. окончил Ленинградском институте киноинженеров.
В 1961—1965 гг. работал инженером по оборудованию; автор ряда новаторских разработок.
С 1965 г. — главный инженер киностудии «Таджикфильм», с 1978 г. — заместитель директора по техническим вопросам на этой студии.
С 1961 по 1986 г. — старший преподаватель Душанбинского государственного педагогического института имени Т. Г. Шевченко на кафедре физики, автор курса "История кино и методика учебного кино для преподавателей; заведующий кафедрой учебного кино.
В 1987—1997 гг. — заместитель директора по техническим вопросам киностудии «Союзмультфильм», в 1997—1999 гг. — директор киностудии, в 1999—2004 гг. — директор ФГУП «Киностудия „Союзмультфильм“», с 2004 г. — директор ФГУП "Фильмофонд киностудии «Союзмультфильм». Учредитель РОО «Объединение „Союзмультфильм“» (1998), член его правления. Один из организаторов и руководитель студии «Ренешанс».
В качестве продюсера создал более 20 анимационных фильмов, в том числе такие как: "Веселая карусель N 32. «Катина сказка» (2000), «Сундук» (2000), «Праздник» (2001), «Ёлочка для всех» (2001), «Однажды» (2002), «О рыбаке и рыбке» (2002), «Утро попугая Кеши» (2002), «Дочь великана» (2002), «Хорошо забытое старое» (2003) и др.
В течение многих лет занимался техническим развитием студии «Союзмультфильм», улучшением технологии съемки анимационного кино. Он многое сделал для создания цеха по полной реставрации изображения и звука старых мультфильмов, а также продвижения отечественных мультфильмов за рубеж (Европа, Азия). Его научные статьи о патентах на изобретения, а также внедрение рационализаторских предложений на ряде киностудий СССР неоднократно публиковались в журнале «Техника, кино и телевидение».
Умер в Москве 17 января 2017 года.

## Награды и звания
Заслуженный работник культуры РФ (2004).

## Фильмография

### Продюсер
- 2000 — Весёлая карусель. № 32
- 2000 — Кисточка
- 2000 — Крокодилушка
- 2000 — Сундук
- 2001 — Дора-дора-помидора
- 2001 — Ёлочка для всех
- 2001 — Праздник
- 2002 — Дочь великана
- 2002 — Мои бабушки и я
- 2002 — Утро попугая Кеши
- 2002 — Однажды
- 2003 — О рыбаке и рыбке
- 2003 — Рыцарский роман
- 2003 — Хорошо забытое старое
- 2005 — Новые приключения попугая Кеши
- 2006 — Попугай Кеша и чудовище

### Куклы и декорации
- 2000 — Сундук